# Västmanlands läns valkrets
Västmanlands läns valkrets är vid valen till den svenska riksdagen en särskild valkrets.

## Mandatantal
Vid det första valet till enkammarriksdagen hade valkretsen nio fasta mandat, ett antal som förblev oförändrat åtminstone till 1994. I valet 2006 hade valkretsen åtta fasta mandat. Antalet utjämningsmandat har varierat mellan två 1970, tre 1973, noll 1976, två 1979–1985, ett 1988 och två 1991–1994. I valet 2006 hade valkretsen ett utjämningsmandat.
Inför 2006 års val ändrades valkretsindelningen genom att Heby kommun överfördes från Västmanlands läns valkrets till Uppsala läns valkrets.
| 1970 | 1973 | 1976 | 1979 | 1982 | 1985 | 1988 | 1991 | 1994 | 1998 | 2002 | 2006 | 2010 | 2014 | 2018 |
| ---- | ---- | ---- | ---- | ---- | ---- | ---- | ---- | ---- | ---- | ---- | ---- | ---- | ---- | ---- |
| 9    | 9    | 9    | 9    | 9    | 9    | 9    | 9    | 9    | 9    | 9    | 8    | 8    | 8    | 8    |

## Ledamöter i enkammarriksdagen (ej komplett lista)

### 1971–1973
- Eric Enlund, fp
- Carl-Gustav Enskog, fp

### 1974–1975/76
- Eric Enlund, fp

### 1976/77–1978/79
- Eric Enlund (statsråd 18 oktober 1978–30 september 1979), fp
  - Hugo Bergdahl, fp (ersättare för Eric Enlund 10/11–15/12 1977)
  - Hugo Bergdahl (statsrådsersättare för Eric Enlund 18 oktober 1978–30 september 1979), fp

### 1979/80–1981/82
- Eric Enlund (statsråd 1–12 oktober 1979), fp
  - Hugo Bergdahl (statsrådsersättare för Eric Enlund 1–12 oktober 1979), fp
  - Kerstin Heinemann (ersättare för Eric Enlund 7 oktober–6 november 1980), fp

### 1982/83–1984/85
- Hugo Bergdahl, fp

### 1985/86–1987/88
- Hugo Bergdahl, fp

### 1988/89–1990/91
- Hugo Bergdahl, fp
  - Mariana Wallin (ersättare för Hugo Bergdahl 6 november–31 december 1990), fp

### 1991/92–1993/94
- Hugo Bergdahl, fp
- Lena Hjelm-Wallén, s (statsråd 30/9–4/10 1991)
  - Yngve Wernersson, s (ersättare för Lena Hjelm-Wallén 30/9–4/10 1991)

### 1994/95–1997/98
- Marie Wilén, c
- Kerstin Heinemann, fp
- Karin Falkmer, m
  - Birgit Henriksson, m (ersättare januari–oktober 1995)
- Tomas Högström, m
- Margareta Israelsson, s
- Lena Hjelm-Wallén, s
  - Mariann Ytterberg, s (statsrådsersättare 1994–1998)
- Göran Magnusson, s
- Berit Oscarsson, s
- Paavo Vallius, s
- Sven-Erik Österberg, s
- Tanja Linderborg, v

### 1998/99–2001/02
- Kerstin Heinemann, fp[4]
- Magnus Jacobsson, kd[4]
- Karin Falkmer, m[4]
- Tomas Högström, m[4]
- Lena Hjelm-Wallén, s[4] (statsråd)
  - Paavo Vallius, s (ersättare för Lena Hjelm-Wallén)
- Margareta Israelsson, s[4]
- Göran Magnusson, s[4]
- Mariann Ytterberg, s[4]
- Sven-Erik Österberg, s[4]
- Tanja Linderborg, v[4]

### 2002/03–2005/06
- Jörgen Johansson, c[5]
- Kerstin Heinemann, fp[5]
- Torsten Lindström, kd[5]
- Tomas Högström, m[5]
- Margareta Israelsson, s[5]
- Göran Magnusson, s[5]
- Paavo Vallius, s[5]
- Mariann Ytterberg, s[5]
- Sven-Erik Österberg, s[5]
- Stig Henriksson, v[5] (30/9 2002)
  - Karin Thorborg, v (1/10 2002–2005/06)

### 2006/07–2009/10
- Jörgen Johansson, c (2006/07–13 juni 2010)[6]
  - Christer Eriksson, c (från 14 juni 2010)
- Agneta Berliner, fp[6]
- Staffan Anger, m[6]
- Jessica Polfjärd, m[6]
- Margareta Israelsson, s[6]
- Pia Nilsson, s[6]
- Olle Thorell, s[6]
- Sven-Erik Österberg, s[6]
- Kent Persson, v[6]

### 2010/11–2013/14
- Roger Haddad, FP[7]
- Staffan Anger, M[7]
- Åsa Coenraads, M[7]
- Jessica Polfjärd, M[7]
- Agneta Luttropp, MP[7]
- Pia Nilsson, S[7]
- Olle Thorell, S[7]
- Anna Wallén, S[7]
- Sven-Erik Österberg, S[7]
- Margareta Sandstedt, SD[7]
- Kent Persson, V[7]

### 2014/15–2017/18
- Roger Haddad, FP/L[8]
- Åsa Coenraads, M[8]
- Jessica Polfjärd, M[8]
- Lars Eriksson, S[8]
- Pia Nilsson, S[8]
- Olle Thorell, S[8]
- Anna Wallén, S[8]
  - Åsa Eriksson, S (ersättare för Anna Wallén 9/10 2017–30/4 2018)
- Stefan Jakobsson, SD[8]
- Jonas Åkerlund, SD[8]
- Stig Henriksson, V[8] (2014/15–31/10 2017)
  - Vasiliki Tsouplaki, V (från 1/10 2017)

### 2018/19–2021/22
- Roger Haddad, L[9]
- Åsa Coenraads, M[9]
- Jessica Polfjärd, M[9] (24/9 2018–1/7 2019)
  - Mikael Damsgaard, M (från 2/7 2019)
- Åsa Eriksson, S[9]
- Pia Nilsson, S[9]
- Olle Thorell, S[9]
- Ann-Christine From Utterstedt, SD[9]
- Oscar Sjöstedt, SD[9]
- Vasiliki Tsouplaki, V[9]

### 2022/23–2025/26
- Mikael Damsgaard, M[10]
- Caroline Högström, M[10]
- Åsa Eriksson, S[10]
- Lena Johansson, S[10]
- Olle Thorell, S[10]
- Angelica Lundberg, SD[10]
- Oscar Sjöstedt, SD[10]
- Vasiliki Tsouplaki, V[10]

## Tvåkammarriksdagen

### Första kammaren
Under tvåkammarriksdagen var Västmanlands län en egen valkrets till första kammaren vid valen 1866–1919. Antalet mandat var från början tre, men höjdes från och med 1876 till fyra. Från och med förstakammarvalet 1921 tillhörde länet Södermanlands läns och Västmanlands läns valkrets vid förstakammarvalen. I september 1909 hölls för första gången val med den proportionella valmetoden.

#### Riksdagsledamöter i första kammaren

##### 1867–1911 (successivt förnyade mandat)
- Knut Björkenstam, kons 1867 (1867–1877)
  - Johan Mallmin (1878–1880)
    - Carl Alfred Bäckström, min 1888–1889 (1881–1889)
      - Knut Björkenstam (1890–1891)
        - Gustaf Benedicks, prot (1892–1909)
          - John Karlsson, fh (1910–1911)

- Fredrik Cronstedt, kons 1867 (1867–1869)
  - Carl von Stockenström (1870–1878)
    - Holdo Stråle (1879–1887)
      - Johan Mallmin, prot (1888–1891)
        - Ludvig von Post (lagtima riksmötet 1892)
          - Erik Lewenhaupt, prot 1892–1909, fh 1910–1911 (urtima riksmötet 1892–1911)

- Wilhelm Tersmeden, kons 1867 (1867–1874)
  - Lars Lindberg (1875)
    - Carl Eric Carlsson (1876–1878)
      - Henric Tham (1879)
        - Otto Forssell, prot 1888 (1880–1888)
          - Gottfrid Billing, prot (1889–1906)
            - Sam Clason, prot 1907–1909, fh 1910–1911 (1907–1911)

- Patric Reuterswärd, prot 1888–1899 (1876–1899)
  - Otto Lundberg, prot (1900–1904)
    - Peter Petersson (1905–1906)
      - Alexander Hamilton, prot 1907–1909, fh 1910–1911 (1907–1911)

##### 1912–1915
- Sam Clason, n
- Alexander Hamilton, n
- Adam Hult, lib s
- Edvard Wavrinsky, s

##### 1916–lagtima riksmötet 1919
- Sam Clason, n
- Alexander Hamilton, n
- Adam Hult, lib s
- Edvard Wavrinsky, s

##### Urtima riksmötet 1919–1921
- Carl Grevesmühl, bf
- Adam Hult, lib s
- Alexis Björkman, s
- Edvard Wavrinsky, s

### Andra kammaren
Vid valen till andra kammaren var länet ursprungligen uppdelat i ett antal olika valkretsar. Landsbygden bestod vid valen 1866–1908 av fyra valkretsar: Västmanlands södra domsagas valkrets, Västmanlands västra domsagas valkrets, Västmanlands norra domsagas valkrets och Västmanlands östra domsagas valkrets, alla med var sitt mandat. Städernas valkretsindelning varierade under samma period. Vid valet 1866 var de indelade i Västerås, Köpings och Enköpings valkrets samt Arboga och Sala valkrets, men vid valet 1878 övergick Enköping (hela tiden beläget i Uppsala län) till Stockholms läns stadsvalkrets och de båda andra bildade Västerås och Köpings valkrets. Från och med 1896 bröts residensstaden ut och bildade Västerås stads valkrets medan Köping överfördes till Köpings, Nora, Lindesbergs och Enköpings valkrets. 
Ovanstående indelning bestod till och med valet 1908, men vid införandet av proportionellt valsystem i 1911 års val gjordes en total valkretsreform som innebar att hela länet (städer och landsbygd) indelades i två valkretsar: Västmanlands läns västra valkrets och Västmanlands läns östra valkrets med tre mandat vardera. Vid riksdagsvalet 1921 slogs dessa samman till en gemensam valkrets för hela länet vid andrakammarvalen. Denna valkretsindelning bestod fram till dess att tvåkammarsystemet avskaffades.

#### Riksdagsledamöter i andra kammaren

##### 1922–1924
- Ludvig Lorichs, lmb
- Anders Johan Johansson, bf
- Adolf Janson, lib s 1922–1923, fris 1924 (1922–29/3 1924)
  - Alfred Bolander, vilde (17/4–31/12 1924)
- Anton Eklund, s
- Viktor Larsson, s
- Emil Olovson, s
- August Wilhelm Pettersson, s

##### 1925–1928
- Ludvig Lorichs, lmb
- Gustaf Olsson, fris
- Anton Eklund, s
- Viktor Larsson, s
- Emil Olovson, s
- August Wilhelm Pettersson, s

##### 1929–1932
- Rikard Olsson, lmb
- Anders Johan Johansson, bf
- August Ander, fris
- Anton Eklund, s
- Viktor Larsson, s
- Emil Olovson, s

##### 1933–1936
- Rikard Westerdahl, lmb 1933–1934, h 1935–1936
- Anders Johan Johansson, bf
- Bertil Andersson, s
- Anton Eklund, s
- David Gustavson, s
- Emil Olovson, s

##### 1937–1940
- Sven Andersson, bf
- Thorwald Bergquist, fp
- Bertil Andersson, s
- Anton Eklund, s
- David Gustavson, s
- Emil Olovson, s

##### 1941–1944
- Rikard Westerdahl, h
- Sven Andersson (från höstsessionen 1944 Sven Vigelsbo), bf
- Bertil Andersson, s
- Gustaf Andersson, s
- Anton Eklund, s (1/1–11/11 1941)
  - Elin Eriksson, s (26/11 1941–1944)
- David Gustavson, (från 1942 David Hall) s
- Emil Olovson, s

##### 1945–1948
- Sven Vigelsbo, bf
- Olov Rylander, fp
- Bertil Andersson, s
- Gustaf Andersson, s (1945–28/6 1948)
- Elin Eriksson, s
- David Hall, s
- Emil Olovson, s

##### 1949–1952
- Sven Vigelsbo, bf
- Olov Rylander, fp
- Bertil Andersson, s (1949)
  - Ernst Jacobson, s (1950–1952)
- Hernfrid Bark, s
- Elin Eriksson, s
- David Hall, s

##### 1953–1956
- Sven Vigelsbo, bf
- Ingrid Andrén, fp
- Olov Rylander, fp
- Hernfrid Bark, s
- Elin Eriksson, s
- David Hall, s
- Ernst Jacobson, s

##### 1957–första riksmötet 1958
- Dag Edlund, h
- Sven Vigelsbo, bf/c
- Olov Rylander, fp
- Hernfrid Bark, s
- David Hall, s (1/1–7/2 1957)
  - Eric Carlsson, s (18/2 1957–1958)
- Ernst Jacobson, s
- Rosa Svensson, s

##### Andra riksmötet 1958–1960
- Dag Edlund, h
- Sven Vigelsbo, c
- Olov Rylander, fp
- Hernfrid Bark, s
- Eric Carlsson, s
- Ernst Jacobson, s
- Rosa Svensson, s

##### 1961–1964
- Dag Edlund, h
- Sven Vigelsbo, c
- Carl-Gustav Enskog, fp
- Eric Carlsson, s
- Sven Hammarberg, s
- Ernst Jacobson, s
- Rosa Svensson, s

##### 1965–1968
- Dag Edlund, h (1965–1967)
  - Tage Adolfsson, h (1968)
- Sven Vigelsbo, c
- Carl-Gustav Enskog, fp
- Eric Carlsson, s
- Olle Göransson, s
- Sven Hammarberg, s
- Rosa Svensson, s

##### 1969–1970
- Sven Vigelsbo, c
- Carl-Gustav Enskog, fp
- Olle Göransson, s
- Sven Hammarberg, s
- Lena Hjelm-Wallén, s
- Thure Jadestig, s
- Eric Marcusson, s